# 258 г. пр.н.е.
258 (двеста петдесет и осма) година преди новата ера (пр.н.е.) е година от доюлианския (Помпилийски) римски календар.

## Събития

### В Римската република
- Консули са Авъл Атилий Калатин и Гай Сулпиций Патеркул.
- Продължава Първата пуническа война:
  - Римляните поемат инициативата в Сицилия като си възвръщат контрола над Ена и Камарина. Римляните също атакуват Панорм, но не успяват да превземат града.[1]
  - Консулът Сулпиций нанася поражение на картагенците в морската битка при Сулци до остров Сардиния.[1]

### В Картаген
- Ханибал Гискон е екзекутиран заради поражението си в битката при Сулци. Според някои източници той е разпънат на кръст от собствените си подчинени като наказание за некомпетентността му.[2]

### В империята на Селевкидите
- Продължава Втората сирийска война между птолемейски Египет и царството на Селевкидите:
  - Антиох II Теос си връща контрола над град Ефес.[3]

## Починали
- Ханибал Гискон, картагенски командир на войската и на флотата през Първата пуническа война